# ГЕС Пауло Афонсо І-ІІІ
ГЕС Пауло Афонсо І-ІІІ – гідроелектростанція на сході Бразилії, на кордоні штатів Баїя та Алагоас. Знаходячись між ГЕС Аполлоній Салес (вище по течії) та ГЕС Шінго, входить до складу каскаду на четвертій за довжиною у Південній Америці річці Сан-Франсиску, яка тече на північний схід паралельно узбережжю перед тим як завернути та прорватись через гірський хребет до Атлантичного океану (саме на цій останній ділянці і знаходиться станція Пауло Афонсо). 

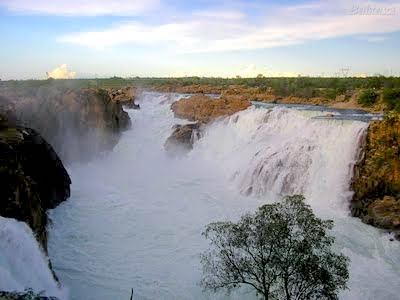
Водоспад Пауло Афонсо

Бетонна гребля перекриває річку безпосередньо перед водоспадом Пауло Афонсо (довжина цієї ділянки трохи більше за 0,5 км) та продовжується по схилу правого берегу, утворюючи таким чином одну із сторін протоки, що веде до машинного залу, тоді як протилежна сторона формується самим природним схилом. На завершальній ділянці протоки гребля набуває П-образної форми, охоплюючи русло з трьох боків. Завдяки такій конфігурації загальна довжина споруди доволі велика – 4707 метрів, при цьому максимальна висота греблі лише 20 метрів. Вона утримує невелике водосховище з площею поверхні 4,8 км2 та об’ємом 26 млн м3 (корисний об’єм 9,8 млн м3) з нормальним коливанням рівня між позначками 228,3 та 230,3 метра НРМ (максимальний рівень 230,8 метра НРМ). Тут доречно відзначити, що основне накопичення ресурсу для роботи каскаду здійснюється у сховищах розташованих вище ГЕС Трес-Мар'яс та Собрадіньо. 

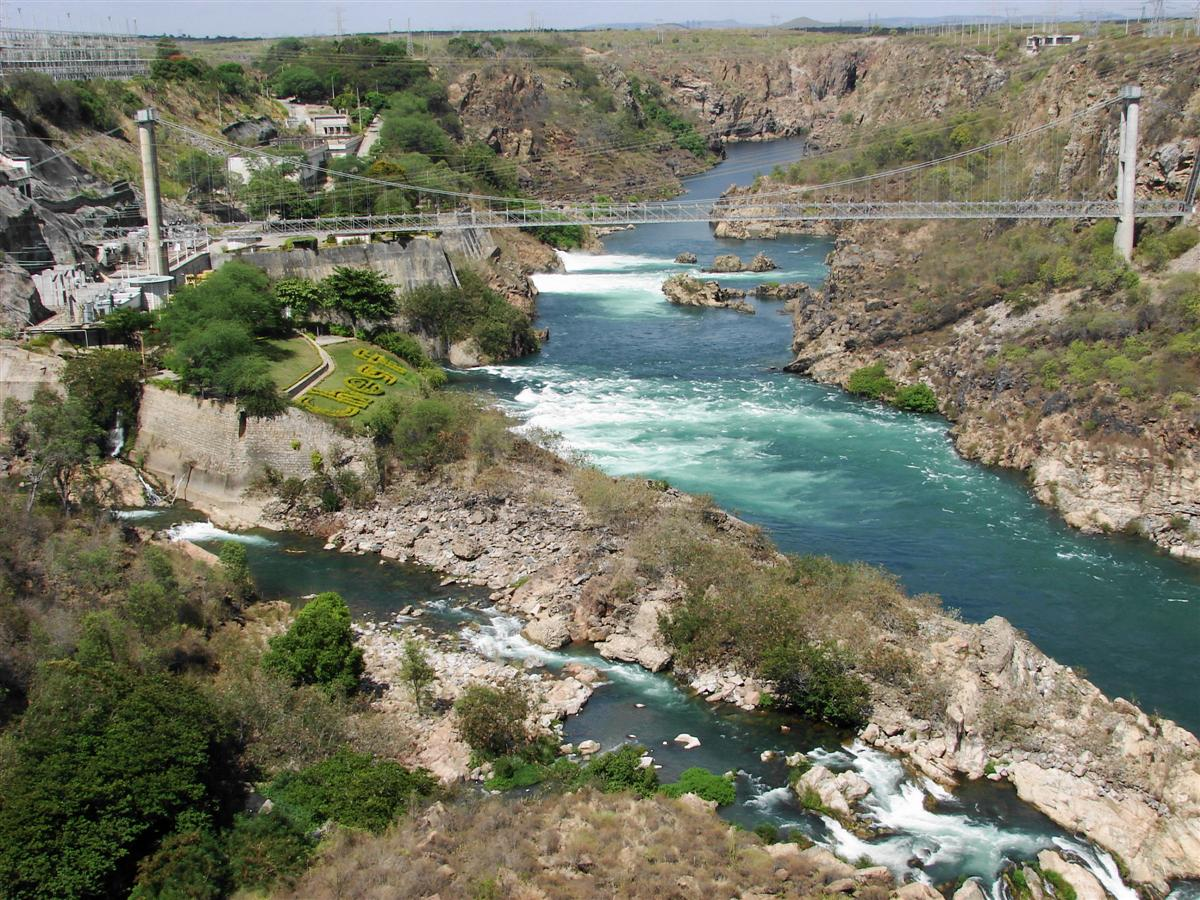
Вид на район машинних залів з боку нижнього б'єфу

Зі сховища вода подається до трьох машинних залів, споруджених у підземному виконанні на глибині біля 80 метрів в 1948-1955 (черга І),  1955-1961 (черга ІІ, введення гідроагрегатів розтягнулось до 1967-го) та 1967-1971 (черга ІІІ, останній агрегат запустили у 1974-му). Ці споруди мають розміри: перший 60х15 метрів при висоті 31 метр, другий 104х18 метрів при висоті 37 метрів та третій та 127х19 при висоті 47 метрів. Вони обладнані турбінами типу Френсіс:
- трьома потужністю по 60 МВт, які живляться через водоводи діаметром 4,8 метри та працюють при напорі 81 метр (мінімальний напір через значне коливання води у нижньому б’єфі складає 58,5 метра);
- двома потужністю по 70 МВт, однією з показником 75 МВт та трьома по 76 МВт, які живляться через водоводи діаметром 5,2 метри та працюють при напорі 82 / 81,5 метр (мінімальний напір 68,5 метра);
- чотирма потужністю по 198,6 МВт, які живляться через водоводи діаметром 8 метрів та працюють при напорі 82,5 метра (мінімальний напір 69 метрів).
Видача продукції відбувається по ЛЕП, розрахованих на роботу під напругою 230 кВ, в тому числі до підстанції 230/500 кВ, спорудженої для розташованої неподалік ГЕС Пауло Афонсо IV (забір води для останньої здійснюється за окремою схемою ще перед згаданою вище ГЕС Аполлоній Салес).